# PhysX
PhysX is een propriëtaire realtime physics engine software development kit. PhysX is oorspronkelijk ontwikkeld door Ageia dat door Nvidia in 2008 is opgekocht. De verdere productie is zodoende in handen van Nvidia en PhysX is inmiddels ook bekend als Nvidia PhysX.
Computerspellen die hardwareversnelling door PhysX ondersteunen kunnen versneld worden door een PhysX-ondersteunende physics processing unit of een Nvidia GeForce videokaart met CUDA-kernen en een minimum van 256MB aan VRAM.